# Acropteris leptaliata
Acropteris leptaliata es una especie de polilla del género Acropteris, familia Uraniidae.
Fue descrita científicamente por Guenée en 1857.

## Distribución
Se encuentra en la cordillera del Himalaya, Taiwán, las Islas Andamán, Borneo y Sumatra.